# 451 градус за Фаренгейтом (фільм, 2018)
«451 градус за Фаренгейтом» (англ. Fahrenheit 451) — фантастичний телефільм 2018 року про антиутопічне майбутнє, знятий за однойменним романом Рея Бредбері. Режисер — Рамін Бахрані. Фільм був представлений на Канському кінофестивалі в 2018 році, потім транслювався на HBO 19 травня 2018 року. Визнаний найкращим телевізійним фільмом на 30-й щорічній премії Гільдії продюсерів Америки.

## Сюжет
У майбутньому, після другої громадянської війни, читання в Америці обмежується Інтернетом, який називають «9», а більшість книжок заборонені (за винятком дуже стислих версій Біблії, На маяк і Мобі Діка) . Книжки спалюють «пожежники», які є підрозділом авторитарної диктатури. Читання «неправильної» літератури вважається психічним захворюванням чи злочином. Головний герой, пожежник Ґай Монтеґ, живе в Клівленді, не сумнівається, що йдучи по стопах батька він приносить користь і захищає суспільство. Поволі його погляди змінюються. В одній із знищених бібліотек він краде «Записки з підпілля» Федора Достоєвського, яку потім крадькома читає. (У фільмі фігурує ще один твір Достоєвського — Злочин і кара, — яку його керівник капітан Бітті змушує читати Монтеґа в присутності інших пожежників.) Значною подією стає знайомство з Кларисою. Вона розповідає Монтеґу деякі факти з реальної історії Америки та його «міністерства», що змушує Гая переосмислити свої дії та переконання. Ґай починає йти проти системи. Монтеґ вирішує допомогти заколотнику, у якого є план по відтворенню інформації через тварин — група змовників закодувала книги в ДНК птахів, щоб інформація з книжок могла вислизнути від пожежників.
Монтеґ подався в біги. Пожежники добираються до будинку змовників. Монтеґ знаходить птаха і розміщує на ньому маяк, щоб була можливість знайти шлях до вчених в Канаді. Капітан Бітті протистоїть йому і намагається зупинити, але не зміг перешкодити птаху злетіти. Після випускання птаха, Бітті в люті спалює Монтеґа. Шпак приєднується до зграї інших шпаків, що летять до Канади.

## У головних ролях
- Майкл Б. Джордан — Ґай Монтеґ
- Майкл Шеннон — капітан Джон Бітті
- Софія Бутелла — Клариса Макклеллан
- Ханди Олександр — Тоні Моррісон
- Лілі Сінґ — Рейвен
- Мартін Донован — комісар Нярі
- Енді Маккуїн — Густаво
- Дилан Тейлор — Дуглас
- Грейс Лінн Кунг — Мао Цзедун
- Кір Дуллі — історик

## Виробництво
Рамін Бахрані розробляв адаптацію роману Бредбері ще в червні 2016 року . У квітні 2017 року Майкл Шеннон і Майкл Б. Джордан були затверджені для участі у фільмі . У червні Софія Бутелла підключилася до проекту . Зйомки почалися в липні 2017 року . У серпні до акторського складу приєдналися Мартін Донован і кілька інших виконавців .

## Реліз
11 січня 2018 року в Twitter-акаунті HBO опублікували трейлер. Фільм демонструвався на каналі HBO 19 травня 2018 роки після прем'єри на Канському кінофестивалі в 2018 році.

## Оцінки
Фільм отримав досить негативні відгуки. На сайті Rotten Tomatoes фільм має рейтинг схвалення 35 % на основі 66 оглядів і середній рейтинг 5/10. На Metacritic фільм має оцінку 47 з 100 на основі 19 відгуків.